# Tiebenburg
Die Tiebenburg ist eine abgegangene Höhenburg bei Winzenburg im Landkreis Hildesheim in Niedersachsen. Sie liegt im südlichen Sackwald auf einem Bergsporn. Die Ruine der Burg Winzenburg liegt von hier aus gut sichtbar auf einem benachbarten Bergsporn.

## Baubeschreibung
Die Tiebenburg liegt auf einem nach Südwesten gerichteten Bergsporn. Die rundliche Befestigung umfasst ein Areal von 58 × 77 m. Im Süden und Westen befinden sich 80 m hohe Steilhänge, dort besteht die Befestigung nur aus einer Terrasse, auf deren Oberkante eine Trockenmauer von 1,10 m Breite gesetzt wurde. Die 2–2,5 m breite Terrasse ist außen mit einer zweiten Mauer in Lehmbindung von max. 1,30 m Breite versehen. Im Norden und Osten besteht die Befestigung aus einem Wall ohne hölzerne Einbauten mit vorgelagertem Graben. Der Wall war 5,40 m breit und 1,85 m hoch, der Sohlgraben 2,60 m breit und max. 1,20 m tief. Von der Innenbebauung wurden im Südosten die Grundmauern eines 10 – 6,30 m großen Hauses aufgedeckt.
Eine Ausgrabung im Jahr 1959 erbrachte Funde des 11./12. Jahrhunderts. Schriftliche Quellen sind zu dieser Burg nicht bekannt.
Informationen zur Tiebenburg gibt es an einer Infotafel am Grillplatz an den Apenteichen der Apenteichquellen, dem Ausgangspunkt zum Aufstieg. 

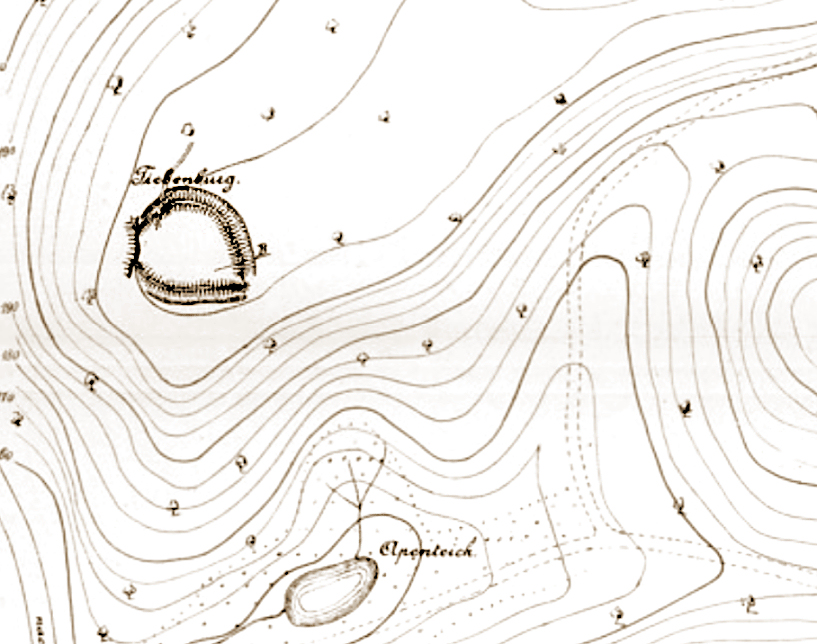
Lageskizze der Tiebenburg von Carl Schuchhardt um 1916
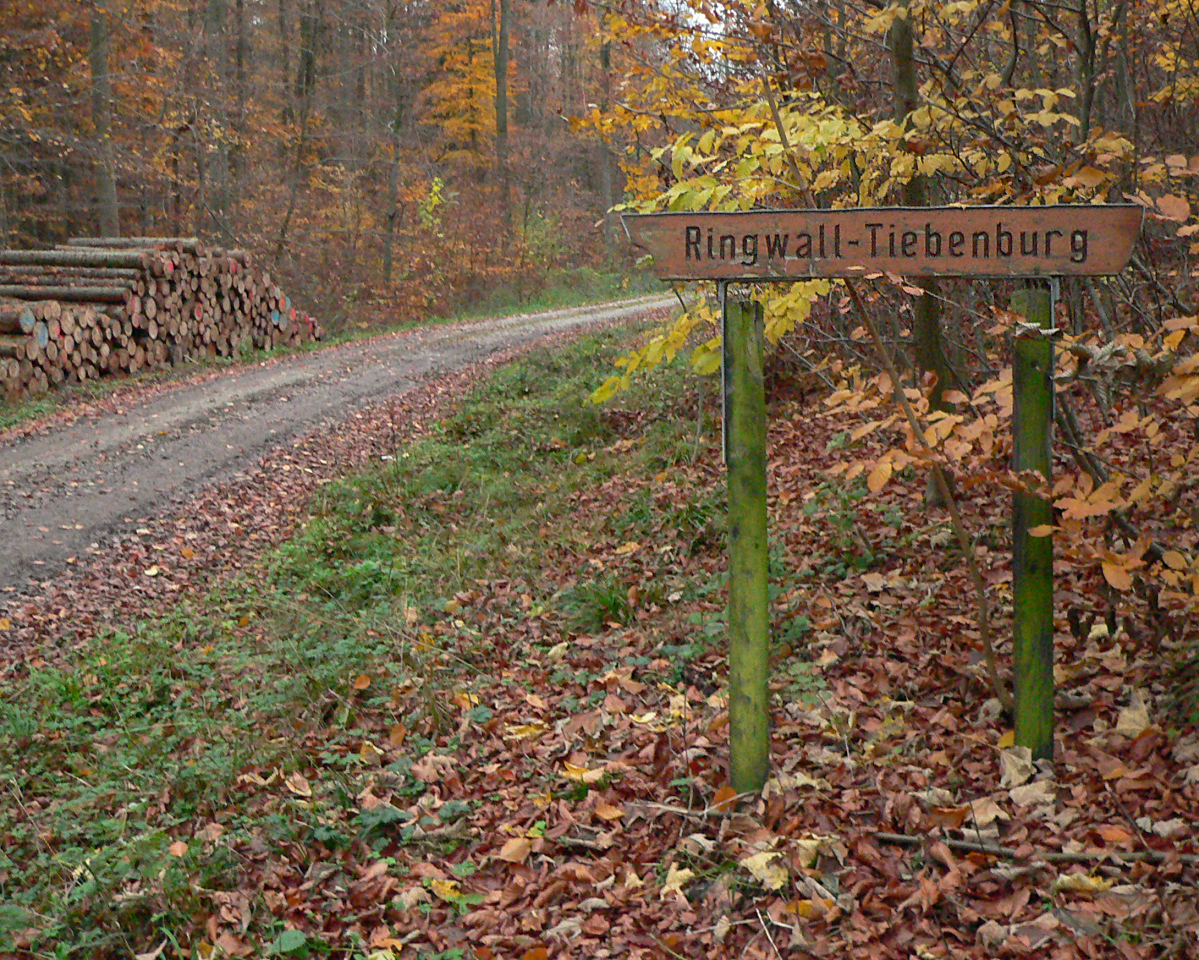
Hinweisschild zur Tiebenburg
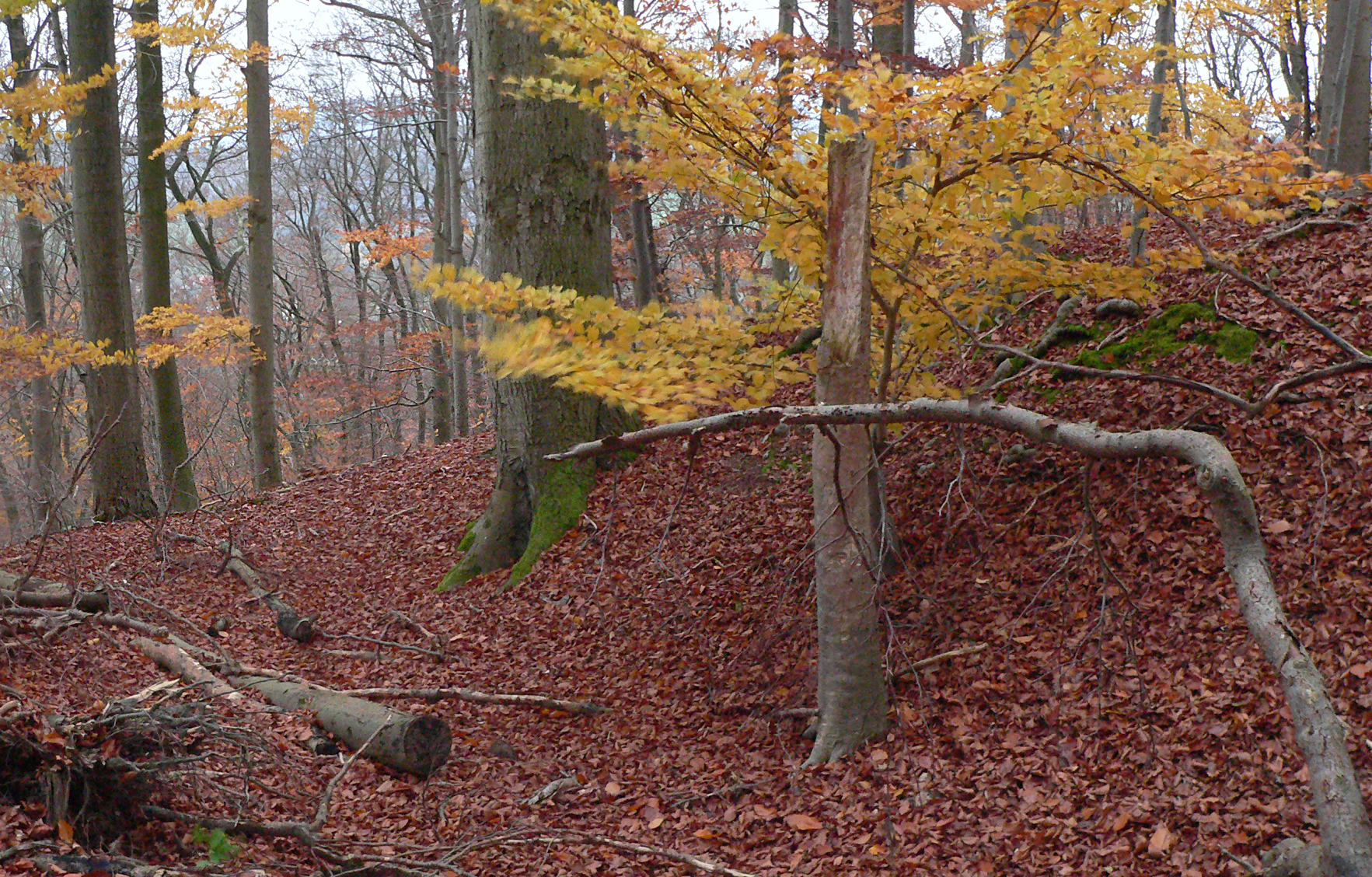
Links der Steilhang, rechts der Wall
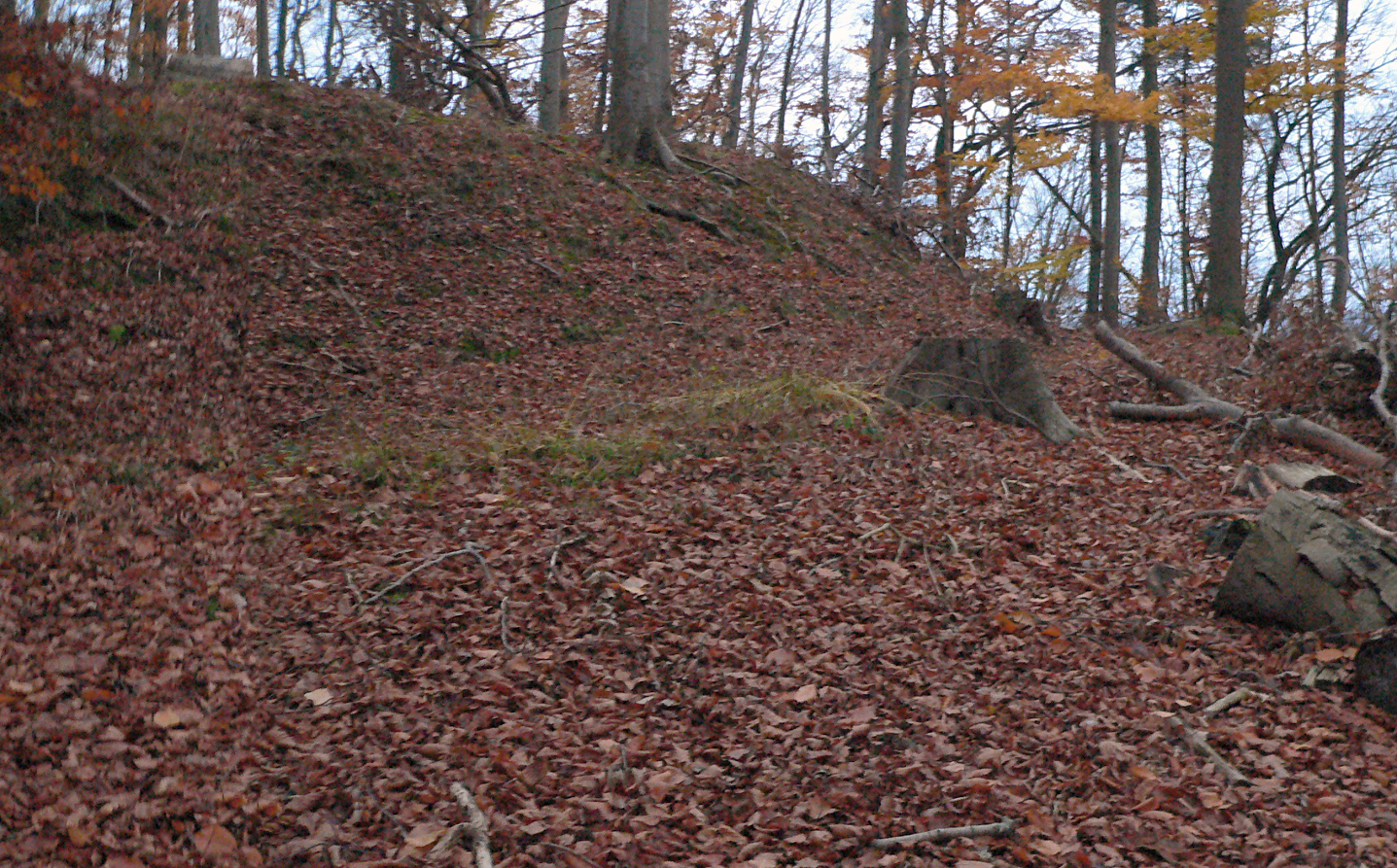
Links der Wall, rechts der Steilhang

## Befestigungsanlagen in der Nähe
- Eringaburg
- Burg Greene
- Burg Hausfreden
- Dörhai
- Burg Winzenburg
- Hohe Schanze
- Ohlenburg
- Läsekenburg
- Gartenkamp